# 西日本旅客鉄道阪奈支社

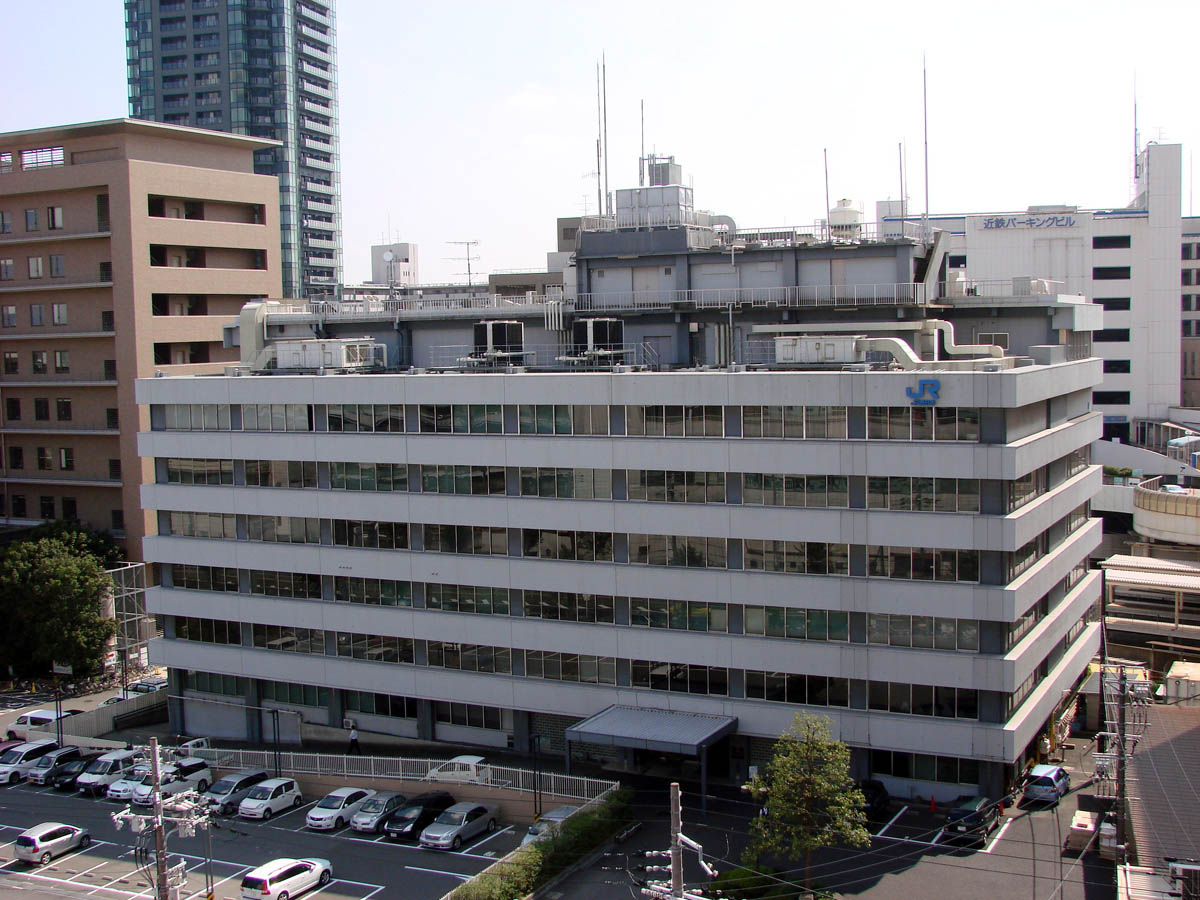
阪奈支社ビル

西日本旅客鉄道阪奈支社（にしにほんりょかくてつどうはんなししゃ）とは、大阪市阿倍野区松崎町にある西日本旅客鉄道（JR西日本）の支社の一つである。

## 概要
発足当初は大阪支社と称し、国鉄時代の大阪鉄道管理局・天王寺鉄道管理局の流れを汲み、大阪市内と大阪府南東部・兵庫県東部・京都府東部・奈良県北西部や三重県伊賀地方を管轄していた。2010年12月の近畿統括本部への統合後はその下部組織に改組され、関係する駅・乗務員区の業務支援や運輸・技術系統間の鉄道オペレーションに係る業務の連携推進のほか、該当エリアの対外的な窓口としての機能を担うとされている。

## 沿革
- 1993年（平成5年）6月1日：大阪支社発足[2]。
- 1994年（平成6年）
  - 6月15日：関西空港線が開通、りんくうタウン駅・関西空港駅が開業。
  - 9月4日：関西本線（大和路線）湊町駅がJR難波駅に改称。
- 1997年（平成9年）3月8日：JR東西線が開通、大阪城北詰駅・大阪天満宮駅・北新地駅・新福島駅・海老江駅・御幣島駅・加島駅が開業。片町線（学研都市線）京橋駅 - 片町駅間が廃止。同線の田辺駅が京田辺駅に、上田辺駅がJR三山木駅に改称[3]。大阪環状線に今宮駅が開業[4]。
- 2001年（平成13年）3月1日：桜島線にユニバーサルシティ駅が開業[5]。同線で「JRゆめ咲線」の愛称使用開始[6]。
- 2002年（平成14年）11月6日：東海道本線（JR神戸線）塚本駅 - 尼崎駅間で、別の人身事故で救助を行っていた救急隊員が死傷する鉄道人身障害事故（東海道線救急隊員死傷事故）が発生[7]。
- 2003年（平成15年）11月1日：管内の119駅（りんくうタウン駅を含む）にICカード「ICOCA」を導入（2021年3月までに全駅完了）。
- 2004年（平成16年）
  - 3月13日：和歌山線にJR五位堂駅が開業[8]。同線の下田駅が香芝駅に改称。
  - 5月16日：大阪駅改良工事に着手。
- 2005年（平成17年）4月25日：福知山線（JR宝塚線）塚口駅 - 尼崎駅間で列車脱線事故（JR福知山線脱線事故）が発生。
- 2007年（平成19年）
  - 7月1日：新幹線現業機関であった大阪新幹線運転所および大阪西車掌所（現在の大阪新幹線車掌所）が、同日より発足した新幹線管理本部（現在の新幹線鉄道事業本部）に移管される。
  - 12月21日：片町線貨物支線（城東貨物線）放出駅 - 八尾駅間が廃止[9]。
- 2008年（平成20年）
  - 3月15日：おおさか東線 久宝寺駅 - 放出駅間が開通、新加美駅・JR長瀬駅・JR俊徳道駅・JR河内永和駅・高井田中央駅が開業[10]。
  - 10月1日：大阪環状線・桜島線（JRゆめ咲線）の全駅が全面禁煙化[11]。
- 2009年（平成21年）3月31日：関西本線貨物支線（阪和貨物線）八尾駅 - 杉本町駅間が廃止[12]。
- 2010年（平成22年）
  - 3月13日：桜井線で「万葉まほろば線」の愛称使用開始[13]。
  - 12月1日：京都支社・神戸支社と統合して近畿統括本部が発足し、大阪支社は統括本部の下部組織に変更[1]。
- 2011年（平成23年）5月4日：大阪ステーションシティがグランドオープン。
- 2018年（平成30年）3月17日：おおさか東線に衣摺加美北駅が開業。
- 2019年（平成31年）3月16日：おおさか東線 放出駅- 新大阪駅間の延伸により、JR野江駅・城北公園通駅・JR淡路駅・南吹田駅が開業。片町線（学研都市線）の東寝屋川駅が寝屋川公園駅に改称[14]。
- 2022年（令和4年）10月1日：組織再編に伴い、支社名称を阪奈支社に変更。

## 管轄対象駅
378.7km、159駅を管轄している。阪奈支社が管轄する駅は次の通り（複数の路線が乗り入れる駅は所属線区を優先し、重複は計上しない）。
- 東海道本線（JR京都線・JR神戸線）：東淀川駅 - 尼崎駅間（新幹線新大阪駅は東海旅客鉄道関西支社の管轄）
- 福知山線（JR宝塚線）：塚口駅 - 新三田駅間
- 片町線（学研都市線）：全駅
- JR東西線：全駅
- おおさか東線：全駅
- 大阪環状線：全駅
- 桜島線（JRゆめ咲線）：全駅
- 阪和線：美章園駅 - 日根野駅間および東羽衣駅
- 関西空港線：りんくうタウン駅・関西空港駅（りんくうタウン駅は南海電気鉄道が管轄主体で、JRは窓口業務のみ）
- 関西本線（一部大和路線）：関駅 - JR難波駅間
- 桜井線（万葉まほろば線）：全駅
- 和歌山線：畠田駅 - 五条駅間

## 管理駅
JR西日本では、主要駅に駅長を配置してその駅を管理駅・統括駅としている（鉄道部の管理下に置かれている線区を除く）。阪奈支社管内の管理駅とその管轄範囲（　）は次の通り。
- 大阪管理駅（大阪駅・塚本駅）
- 新大阪管理駅（東淀川駅・新大阪駅・南吹田駅・JR淡路駅）
- 宝塚統括駅[15]（尼崎駅〜新三田駅間）
- 京橋統括駅[16]（天満駅〜寺田町駅、加島駅〜大阪城北詰駅間）
- 放出管理駅[17]（鴫野駅・徳庵駅、城北公園通駅～衣摺加美北駅間）
- 四条畷統括駅[18]（鴻池新田駅〜西木津駅間）
- 西九条管理駅（福島駅〜弁天町駅間、桜島線各駅）
- 新今宮管理駅（大正駅〜新今宮駅間、JR難波駅）
- 天王寺管理駅（平野駅・東部市場前駅・天王寺駅・美章園駅・南田辺駅）
- 堺市統括駅[19]（鶴ヶ丘駅〜富木駅間、東羽衣駅）
- 和泉府中統括駅[20]（北信太駅〜山中渓駅間、りんくうタウン駅・関西空港駅）
- 王寺統括駅[21]（郡山駅 - 加美駅間、新加美駅、五条駅 - 畠田駅）
- 奈良統括駅（関駅 - 奈良駅間、金橋駅 - 京終駅間 ）

## 鉄道部

### 廃止された鉄道部
- 亀山鉄道部：2021年（令和3年）7月1日 - 当鉄道部を廃止。乗務員区所はかめやま運転区に、車両基地は吹田総合車両所京都支所亀山派出所に、輸送指令は亀山指令所にそれぞれ改組。
- 王寺鉄道部：2023年（令和5年）6月1日 - 当鉄道部を廃止。和歌山線の畠田駅 - 五条駅間は王寺駅、桜井線全線は奈良駅、保線部門は大和路線保線区に移管、乗務員区所は王寺電車区として新規発足。

## 乗務員区所
- 大阪電車区（運転士）
- 尼崎電車区（運転士）
- 森ノ宮電車区（運転士）
- 天王寺電車区（運転士）
- 京橋電車区（運転士）
- 鳳電車区（運転士）（旧日根野電車区鳳派出所）
- 奈良電車区（運転士）
- 王寺電車区（運転士）
- かめやま運転区（運転士）
- 大阪車掌区（車掌）
- 天王寺車掌区（車掌）
- あべの車掌区（車掌）
- 京橋車掌区（車掌）
- 奈良車掌区（車掌）